# 霍諾穆 (夏威夷州)
霍諾穆（英語：Honomu）是位於美國夏威夷州夏威夷縣的一個人口普查指定地區。

## 地理
霍諾穆的座標為19°52′12″N 155°06′50″W / 19.87000°N 155.11389°W，而該地最高點為海拔高度91米（即300英尺）。

## 人口
根據2010年美國人口普查的數據，霍諾穆的面積為1.28平方千米，當中陸地面積為1.21平方千米，而水域面積為0.07平方千米。當地共有人口509人，而人口密度為每平方千米397人。